# Vitushof

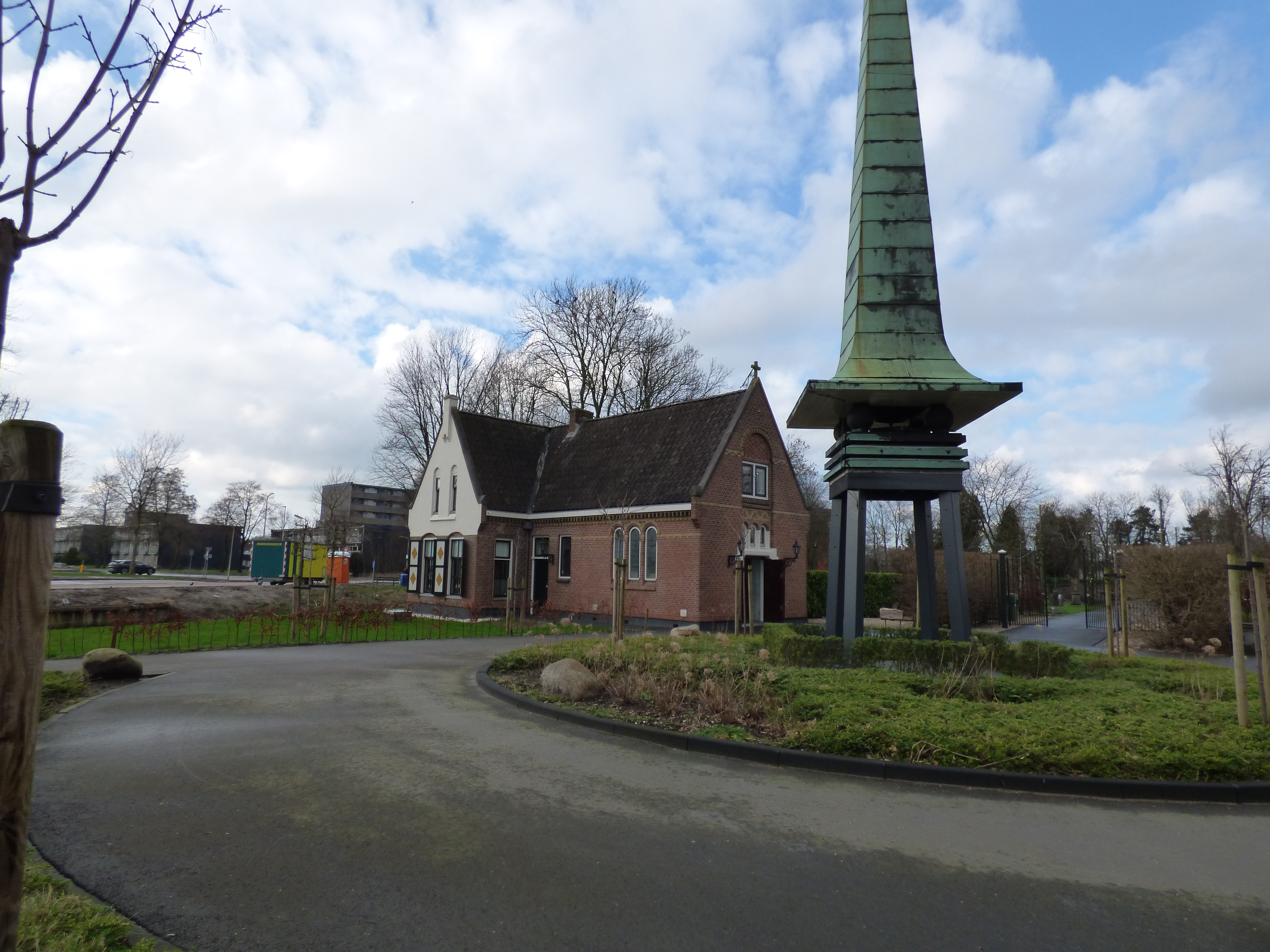
ingang begraafplaats Vitushof in Leeuwarden

Vitushof is een begraafplaats in Leeuwarden. In een parkachtig landschap vonden bekende en onbekende Leeuwarder katholieken hier een eeuwige rustplaats. In tegenstelling tot de meeste begraafplaatsen in Nederland worden de graven niet geruimd. Het uitgangspunt is dat alles wat aan de aarde is toevertrouwd, daar in lengte van jaren zal rusten.
Veel bekende katholieke Leeuwarder families zoals Brennickmeijer, Kuhlmann en Surer hebben op Vitushof hun familiegraf. Verder hebben de zusters Franciscanessen maar ook de bekende schrijver Havank hier hun laatste rustplaats. Indrukwekkende grafmonumenten geven deze begraafplaats een zekere allure. Tegenwoordig is de Vitushof een openbare begraafplaats voor alle gezindten.

## Geschiedenis
Begraven in Leeuwarden geschiedde tot het begin van de 19e eeuw in en rondom kerken. In de Franse tijd werd het begraven in kerken verboden. Vanaf 1833 was de algemene begraafplaats aan de Spanjaardslaan de laatste rustplaats voor veel Leeuwarders. De katholieke gemeenschap in Leeuwarden, waaronder veel bekende ondernemers, had geen eigen begraafplaats. Na de katholieke emancipatie en het herstel van de van bisschoppelijke hiërarchie (1853), slaagde de katholieke enclave Wytgaard ten zuiden van Leeuwarden, erin een eigen kerkhof te krijgen.
Maar de behoefte aan een eigen begraafplaats in Leeuwarden bleef groot. In 1878 werden de twee katholieke parochies in Leeuwarden, de Bonifatiusparochie en de Dominicusparochie het eens. Er werd een stuk land aangekocht aan de Harlingerstraatweg ten noord-westen van Leeuwarden. Net buiten de stad maar wel goed bereikbaar.
Het gebied werd omzoomd door boomwallen en kreeg een fraai toegangshek. Een boomgaard en “doodgraverswoning” maakten onderdeel uit van het complex. In de loop van de jaren verrezen er bijzondere grafmonumenten.

## Bestuur en beheer
In de vroege jaren bestond het bestuur uit de pastores van de verschillende Leeuwarder parochies. Na de jaren 60 van de vorige eeuw werd het bestuur en vooral het onderhoud steeds moeilijker. Het bestuur trachtte met de gemeente Leeuwarden tot een oplossing te komen maar slaagde hier niet in. In 1983 werd besloten een stichting op te richten die financieel gesteund werd door de Leeuwarder parochies en zusterordes. Een grondige restauratie, de aanstelling van een vaste beheerder en regelmatig en professioneel onderhoud zorgde ervoor dat de begraafplaats weer een waardig aanzien kreeg.
Sindsdien zorgde het stichtingsbestuur voor talrijke vernieuwingen. Zo werden grafstenen en -monumenten gerestaureerd, paden verhard en kwam er een strooiveld en een monument voor ongedoopte kinderen. In 2005 werd de klokkentoren van de kapel van het inmiddels afgebroken Bonifatiushospitaal aan de mr. P.J. Troelstraweg, voor de ingang van Vitushof geplaatst. Ook werd de naam van de begraafplaats veranderd in Vitushof, een verwijzing naar Sint-Vitus, de beschermheilige van de voormalige Sint-Vituskathedraal in Leeuwarden.